# スカイネット (ミャンマー)
スカイネット ダイレクト・トゥ・ホーム（英語: SKYNET Direct to Home (DTH)）はミャンマー全土で有限会社シュエタンルウィン・メディアが提供する衛星テレビの有料テレビオペレーターである。2010年11月に開始された。スカイネットは通信衛星「亜太7号」を介し、全部で113のSDチャンネルと10のHDチャンネルを放送している。また太平洋アジア地域でインターネットサービスの提供も行っている。同社を所有しているのは中国系ビルマ人のビジネスマンでスカイネットの会長でもあるチョーウィン（Kyaw Win）である。スカイネットにはメディアスタッフがおり、2000人を超える人員を雇用している。

## チャンネル
スカイネットDTHが最初に立ち上げられた時は124のチャンネル数で、これはスペインのプリメーラ・ディビシオン、イタリアのセリエA、ドイツのブンデスリーガ 、フランスのリーグ・アン 、ヒーローIリーグ、インドのIPLやCCL、米国のメジャーリーグサッカー、オーストラリアのAリーグ、NBA、その他のスポーツやエンターテイメントを含んでいた。その後80のチャンネルに拡大し、UEFAが開催する競技（ユーロ2012、UEFAチャンピオンズリーグ、ヨーロッパリーグ）の放映権を獲得した。スカイネットDTHはFAより権利を獲得した2013/2014シーズンから、エアKBZミャンマーラウェイ世界選手権、プレミアリーグ、IPLの全試合の放送を開始した。スカイネットDTHは、FIFA開催するすべての大会の放映権も有しており、スカイネットで2018FIFAワールドカップの生放送することが可能であった。スカイネットDTHはまたWWEに対して、同団体が放送するRAW、スマックダウン、NXT全て、およびWWEが制作した全ペイパービュー番組の放映権も有している。